# Єрмаченко Олександр Валерійович
Олекса́ндр Вале́рійович Єрмаче́нко (29 січня 1993, Жденієво, Україна) — український футболіст, правий вінгер клубу «Стара Ріше».

## Клубна кар'єра
Олександр Єрмаченко народився 29 січня 1993 року в селищі міського типу Жденієво на Закарпатті. Перші кроки своєї футбольної кар'єри він робив у дитячій школі «Динамо», куди прийшов 2002 року. У «Динамо» Сашко отримував футбольне виховання в багатьох тренерів. Першими були Юрій Ястребинський та Віталій Хмельницький. Крім них, Єрмаченко займався під проводом Євгена Рудакова та Валерія Шабельникова.
У 13 років Олександра відрахували зі школи «Динамо», і він відправився в Іллічівськ, де з 2007 по 2009 рік у ДЮФЛ він виступав за місцевий «Моноліт». Після того як клуб розпався через фінансові причини, Єрмаченко опинився в команді БРВ-ВІК з Володимира-Волинського, за яку в чемпіонаті ДЮФЛ грав до 2010 року. Тоді талановитого юнака помітив Олександр Томах, який запросив його в моршинську «Скалу» із другої ліги.
За свою першу професіональну команду Єрмаченко дебютував 23 березня 2010 року в домашньому матчі Кубку Ліги проти «Карпат-2» (1:2), у якому відразу ж відзначився забитим м'ячем. Дебютував у другій лізі 10 квітня 2010 року, також у домашньому матчі з «Карпатами-2». За період кінцівки сезону 2009/10 та першої частини наступного 2010/11 футбольного року він провів у складі «Скали» 18 матчів, у яких забив 5 м'ячів. За підсумками першого кола сезону Єрмаченко був визнаний найкращим нападником клубу, і вже в зимове міжсезоння ним зацікавилися донецький «Шахтар» та київське «Динамо». Єрмаченко вирішив повернутися до рідного «Динамо», де став виступати в першій лізі за «Динамо-2», яке заплатило за гравця 1 млн гривень.
Повернувшись до столиці Олександр отримав позитивну характеристику від старшого тренера «Динамо-2» Андрія Гусіна. Свій перший офіційний матч у футболці «Динамо-2» Єрмаченко провів 19 березня 2011 року в переможному матчі проти вінницької «Ниви». Однак після повернення Єрмаченко довгий час не міг заграти. Незважаючи на часті виклики в юнацьку збірну України, у складі «Динамо-2» він так і не зміг закріпитися.
У другій частині сезону 2010/11 Єрмаченко провів дев'ять матчів, переважно виходячи на заміну. А за весь наступний сезон він з'явився на полі лише п'ять разів. Причиною тому послужили травми. Найважчою було пошкодження коліна, після чого молодий гравець вибув на тривалий термін.
У першій частині сезону 2012/13 Єрмаченко зіграв у семи матчах, весь час виходячи на заміну, але на початку 2013 року Єрмаченко заявив про себе у складі команди Андрія Гусіна на Меморіалі Макарова-2013. Він забив два м'ячі та віддав 6 гольових передач, причому одну з них у фіналі. У вирішальному матчі він вийшов на заміну і став одним із найкращих у день свого 20-річчя, вигравши разом із «Динамо-2» почесний трофей.
Проте в чемпіонаті справи так і не покращились. Улітку Гусіна на посаді тренера змінив Олександр Хацкевич, і Єрмаченко опинився поза складом, через що змушений був підтримувати форму в чемпіонаті Київської області, граючи за РВУФК.
На початку 2014 року Єрмаченко був серед потенційних новачків «Оболоні-Бровар», однак у підсумку футболіст опинився в іншому друголіговому колективі — дніпродзержинській «Сталі».
У серпні 2016 року став гравцем грузинського клубу «Зугдіді».

## Виступи за збірні
Олександр Єрмаченко був гравцем юнацької збірної України 1993 року народження (U-18). У складі цієї збірної зіграв чотири матчі на Меморіалі Гранаткіна в січні 2011 року, де збірна України посіла третє місце, а Єрмаченко отримав приз найкращому півзахисникові змагань. Також за збірну цієї вікової категорії зіграв два товариські матчі проти однолітків з Чорногорії, які відбулися 15 і 17 березня 2011 року.
Після цього став виступати виключно за юнацьку збірної U-19, у складі якої до 2012 року провів 7 матчів, у яких забив два голи.

## Досягнення
- Чемпіон першої ліги чемпіонату України: 2017/18